# Przywidz
Przywidz este o arie protejată (sit de importanță comunitară — SCI) din Polonia întinsă pe o suprafață de 953,12 ha, integral pe uscat.

## Localizare
Centrul sitului Przywidz este situat la coordonatele 54°11′32″N 18°20′39″E / 54.1922°N 18.3442°E.

## Înființare
Situl Przywidz a fost declarat sit de importanță comunitară în aprilie 2004 pentru a proteja 5 specii de animale.

## Biodiversitate
Situată în ecoregiunea continentală, aria protejată conține 9 habitate naturale: Lacuri și iazuri distrofice naturale, Fânețe de joasă altitudine (Alopecurus pratensis, Sanguisorba officinalis), Mlaștini turboase de tranziție și turbării mișcătoare, Păduri de fag Luzulo-Fagetum, Păduri de fag Asperulo-Fagetum, Păduri de stejar sau de stejar și carpen sub-atlantice și medio-europene de Carpinion betuli, Păduri acidofile de stejar bătrân cu Quercus robur pe câmpii nisipoase, Mlaștini împădurite, Păduri aluvionare cu Alnus glutinosa și Fraxinus excelsior (Alno-Padion, Alnion incanae, Salicion albae).
La baza desemnării sitului se află mai multe specii protejate:
- amfibieni (2): buhai de baltă cu burta roșie (Bombina bombina), triton cu creastă (Triturus cristatus)
- mamifere (1): vidră de râu (Lutra lutra)
- pești (2): boarță (Rhodeus amarus), Rhynchocypris percnurus